# Niente è come sembra (album)
Niente è come sembra è un album live di Franco Battiato, registrato durante il concerto a favore del FAI tenutosi al Teatro degli Arcimboldi di Milano il 14 novembre 2005. Il disco è stato pubblicato in allegato al DVD dell'omonimo film di Battiato, uscito il 24 ottobre 2007, edito da Bompiani. Sul DVD è presente come contenuto extra la registrazione video dell'esibizione, con la stessa scaletta del CD.
Nel DVD di Musikanten, pubblicato nel maggio 2006, è presente la registrazione video del brano Come Away Death registrato durante questo stesso spettacolo. Lo stesso brano, in versione audio, è contenuto nell'edizione in download digitale dell'album Il vuoto del 2007.
Nel concerto Battiato è accompagnato dalla Royal Philharmonic Orchestra e dal filosofo Manlio Sgalambro, suo collaboratore stabile, che recita due letture. La prima, Teoria della Sicilia, è un estratto dell'opera Il cavaliere dell'intelletto, inedita discograficamente.

## Tracce
1. Manlio Sgalambro – Teoria della Sicilia – 2:06
2. Franco Battiato – Plaisir d'amour – 3:48
3. Franco Battiato – Gestillte sehnsucht – 5:44
4. Franco Battiato – La canzone dell'amore perduto – 3:34
5. Franco Battiato – Lode all'inviolato – 3:23
6. Manlio Sgalambro – Amici – 1:32
7. Franco Battiato – La cura – 3:54

Durata totale: 24:01